# Hymenoloma compactum
Hymenoloma compactum là một loài Rêu trong họ Dicranaceae. Loài này được (Schwägr.) Ochyra mô tả khoa học đầu tiên năm 2003.